# アクアスケープ

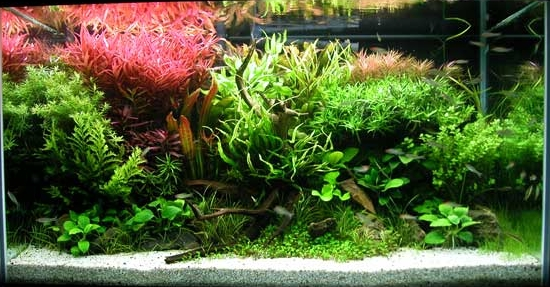
58 ガロン （220 リットル ）の淡水アクアスケープ

アクアスケープ（レイアウト、水景）（Aquascape：Aqua（ラテン語：水）+Scape（英：景色））は水槽内をレイアウトすること、また水槽レイアウトのことである。ネイチャーアクアリウムをはじめとして、日本が世界に与えた影響は大きい。

## 概要
水草や流木や石を美しく配置・配植する水草レイアウトが最も有名であり、 西洋庭風のダッチアクアリウムや日本から発祥したネイチャーアクアリウムなど、さまざまな様式がある。但し、水草水槽だけが含まれるわけではない。
通常、レイアウトには熱帯魚も入れられるが、魚なしで植物、石、流木その他の素材によってのみ作られる場合もある。
レイアウトにおいて最も重要視されるのは芸術的な水中景観を作り上げることだが、一方で水草は一時的な飾りではなく、濾過、底床、照明、二酸化炭素といった要素をバランスを取りながら水槽内で成長させる技量も問われる。 
レイアウトのためのコンテストや水草の流通、情報交換が活発に行われており、代表的なものとしてネイチャーアクアリウムの世界大会、IAPLC （世界水草レイアウトコンテスト） が世界各国から数多くの作品応募を集めている。

## 設計例

### ダッチアクアリウム

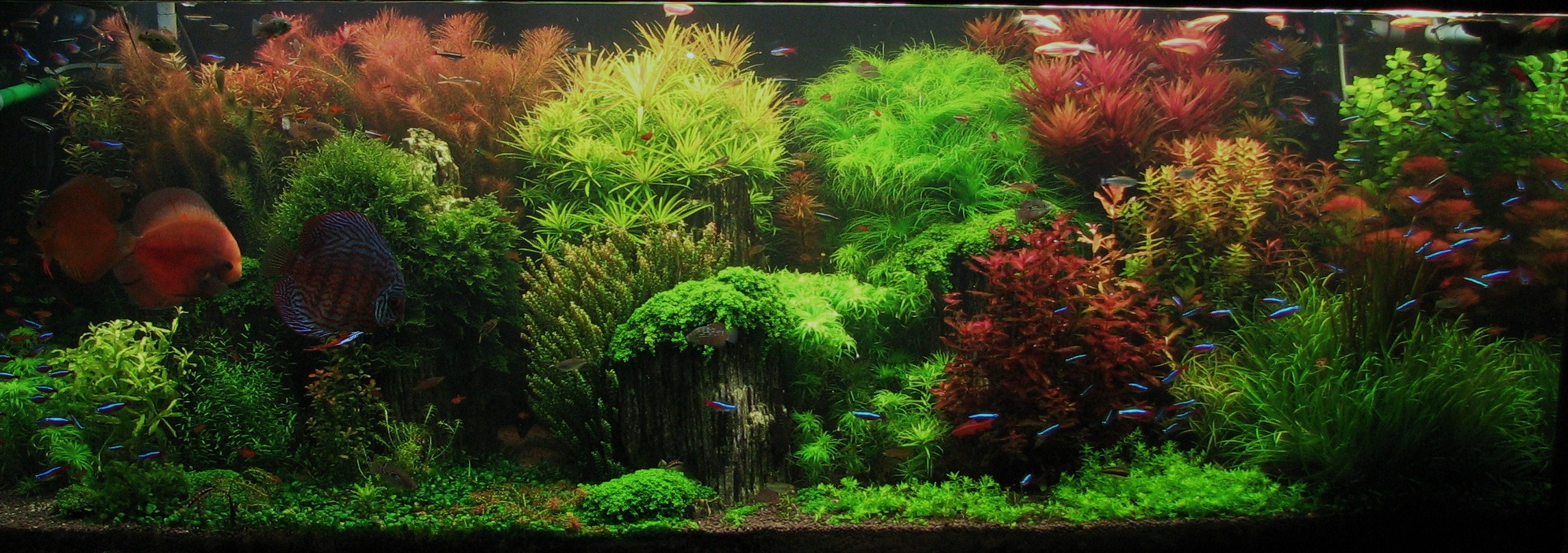
ダッチアクアリウムの例

最も伝統あるレイアウト様式で、花壇のように様々な色、形、質感の水草を植え付ける。名の通りオランダで開発され 、第一次世界大戦後の1930年代に水槽機材が流通しはじめたころに起源をもつ。 ひな段状に様々な高さの水草を配植し、植物どうしの対比を重視する。左から右に伸びる植物のラインはストリートとよばれ、特徴的である。水草の美しさや健康的な成長が重視されるため、砂や流木や石が見えることは好まれず80%以上の底床は水草に覆われる。水槽の側面はウィローモスなどによる壁により覆われ、背の高い水草（後景草）によって水槽背面が覆われる。これらは元々、水槽の後ろにある機器を隠す目的で使用されていたとする説もある 。

### ネイチャーアクアリウム

#### ネイチャーアクアリウム

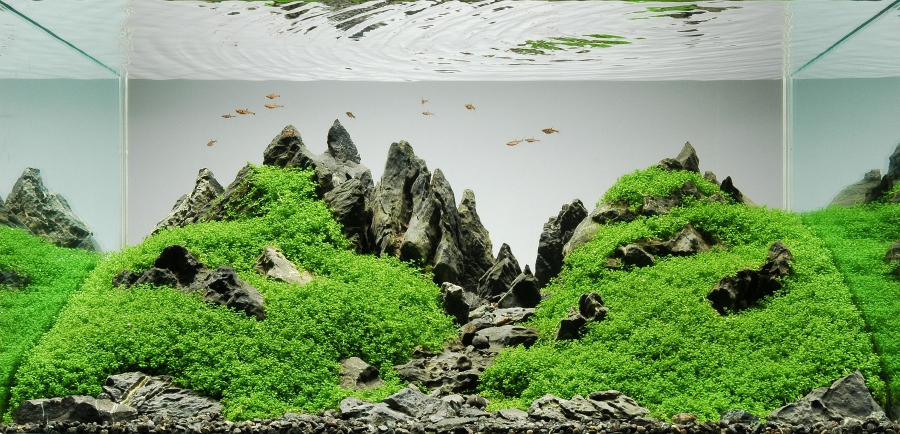
山を連想させる自然風のアクアスケープ

1990年代に天野尚によって提唱されたネイチャーアクアリウムは、英語圏ではJapanese styleとも呼ばれる。 写真集「ガラスの中の大自然」をはじめとする作品集は5か国語に翻訳され（英題：Nature aquarium world）、これまでの水草水槽に激震を及ぼし、「アクアリウムに新しい基準を作った」とまで言われた。 1つの使われる水草の種数は少ないながらもそれらをダイナミックに配置し、日本庭園の要素を取り入れながら日本の美的概念のわび・さび（侘寂）に焦点を当てた自然の美しさを表現することに特徴がある。グロッソスティグマ、ヘアーグラス、テネルス、キューバパールグラス、スタウロギネレペンスなど、比較的葉が小さな水草が使われる水草の代表的なものである。派手な色彩より自然らしさが優先され、石や流木が多用される。 熱帯魚やヤマトヌマエビ、シナヌマエビなどのエビが観賞用や藻類除去のため入れられるが、ミニマリズムの観点からあまり多数入れることは好まれない。

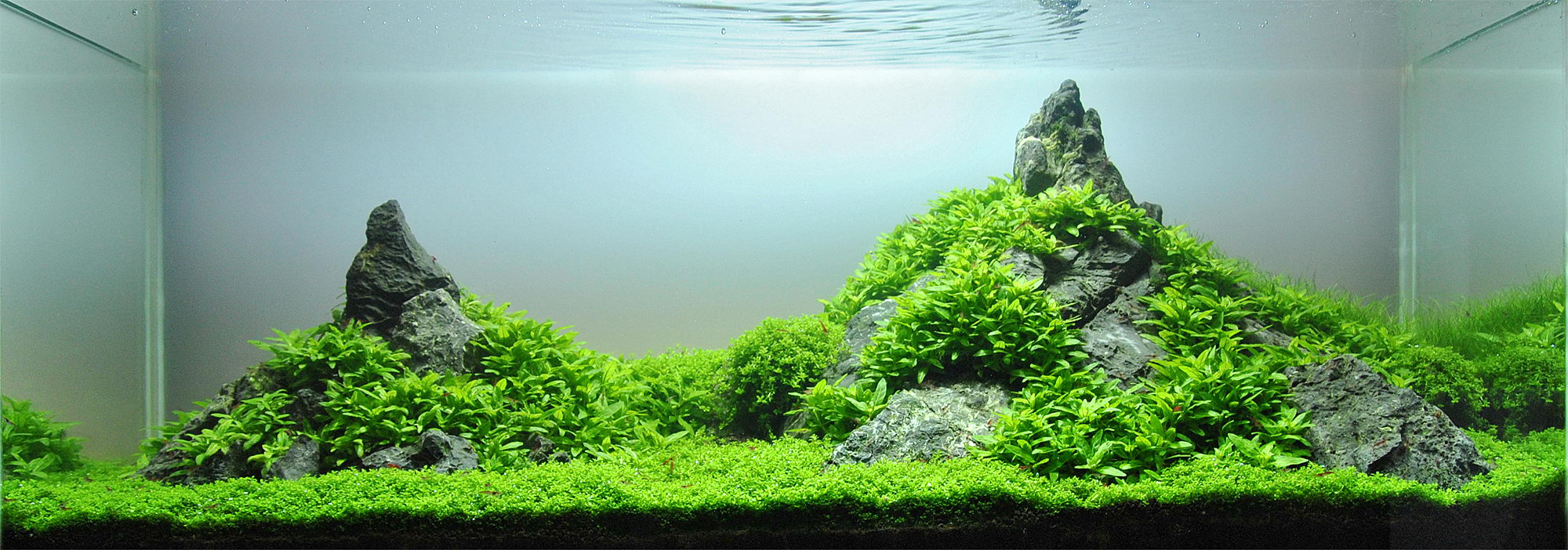
右側に大矢石を配した岩組スタイルの水景

### ジャングルスタイル

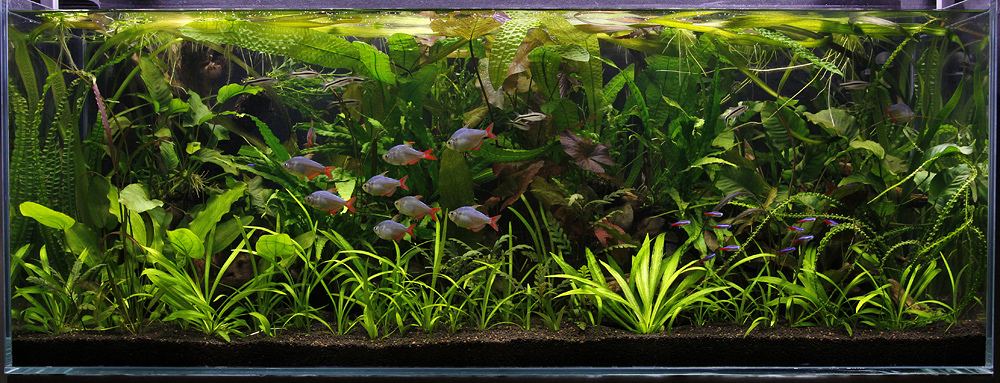
ジャングルスタイルの水辺

石や流木といったレイアウト素材や構図よりこの様式では鬱蒼とした水草の密林で魚や水草がありのままの野性味ある姿を見せることが重視され、浮草や水面を覆うような植物も木漏れ日を表現するためにしばしば用いられる。

### アトラスレイアウト
アトラスレイアウトは同じ地域に生息する魚と水草を使って水草レイアウトをする方式であり、レイアウトの構図などは問わず、またピンポイントで同所的に生息しているかどうかもあまり詳しく問わない。水族館の展示などでしばしば用いられるもので、例を挙げるならばネオンテトラとアマゾンソード、アヌビアスとコンゴテトラと言ったような組み合わせが代表的である。

### ビオトープアクアリウム

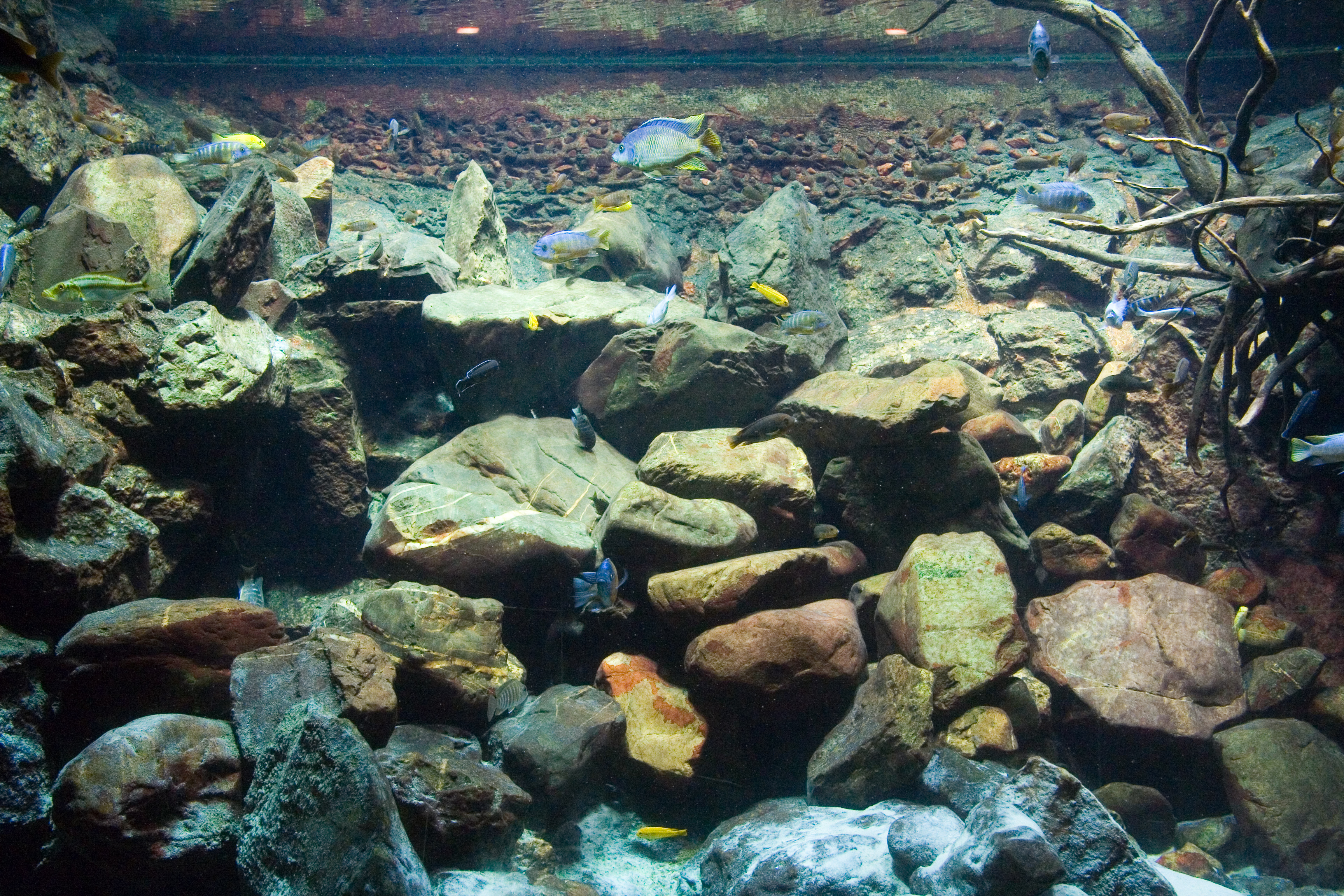
シクリッドの あるマラウイ湖の水槽。アムステルダムの動物園、 Artisの展示。水草がないことに注目。

ビオトープアクアリウムでは他のレイアウトと異なり、視覚的インパクトより現地の再現が優先される。その地域に生息する水草や魚しか使ってはならず、またブラックウォーターなど自生地に近い水条件も再現し、底砂や石、そして落ち葉や枯れ枝など他のレイアウト様式ではあまり使われない素材を使いながらあたかも現地のピンポイントに潜ったかのような光景を再現する。。

### ワイルドアクアリウム
ビオトープアクアリウムとよく似た概念だが、ビオトープアクアリウムが非常に細かい部分の再現やレイアウトとしての構図にこだわり、家庭で実現するのが難しいという問題から熱帯魚の生息地をなるべく再現しつつも手軽に楽しめるというコンセプトから生まれたものである。

### パルダリウム

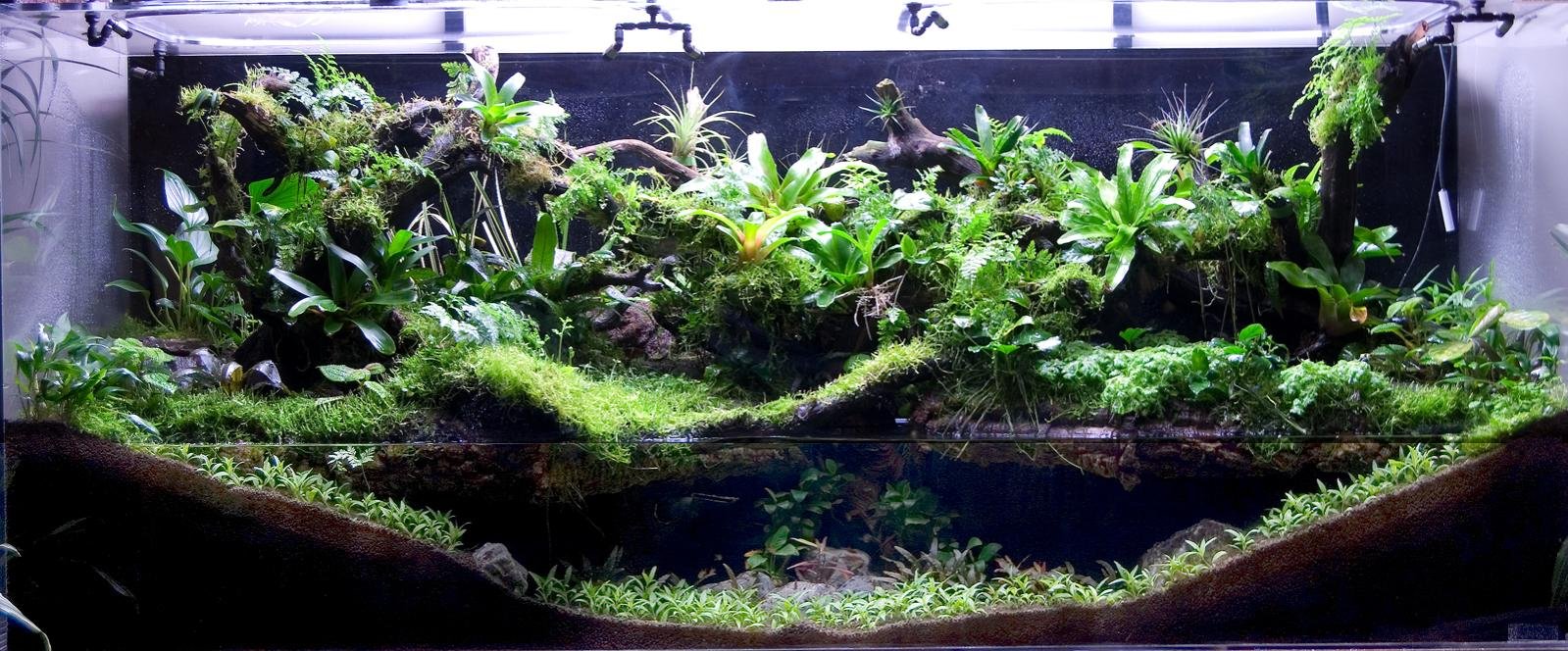
パルダリウム

パルダリウムは、同じ環境内で水と土地を組み合わせた水槽のことで これらのデザインは熱帯雨林 、 ジャングル 、 川岸 、 沼地 またはビーチも含む生息地を表すことが可能である。 。 パルダリウムでは水槽の一部は水中にあり、一部は水面より上にある。 一部の「陸地」領域が喫水線よりも高くなるように基板が構築され、タンクは部分的にのみ水で満たされる。 これは可能ならカヤツリグサalternifoliusとスパティフィラム属のwallisii だけでなく、様々なアヌビアスといくつかのアナナスなども完全に沈めてしまうが構成によってはEichhornia crassipesやPistia stratiotesなど、水面に浮かぶ植物も最大限に活用可能であることから、他の水槽のセットアップとは異なり、パルダリウムは両生類の飼育に特に適しているという 。

### リーフアクアリウム

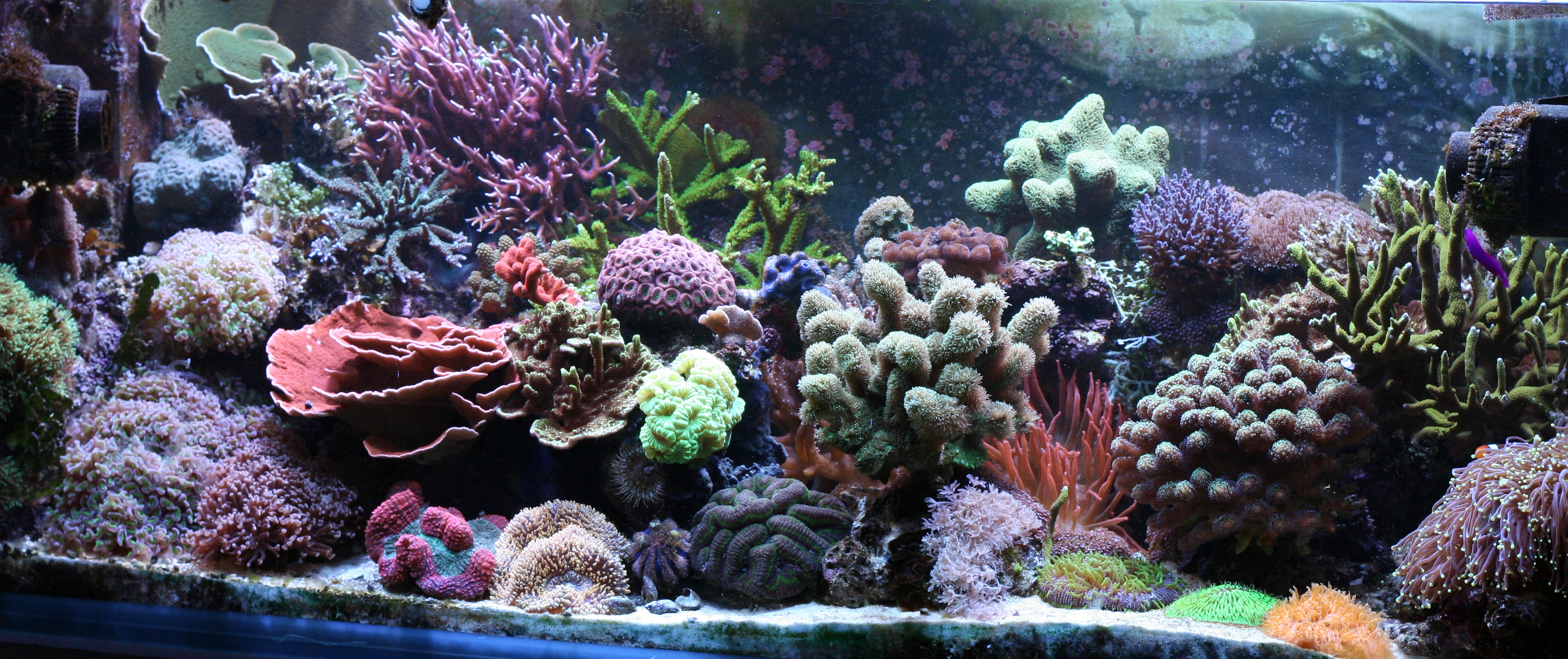
リーフアクアスケープ

サンゴやライブロックを用いてサンゴ礁の景観を再現・レイアウトするものである。サンゴだけでなく他の海洋無脊椎動物、海藻などを用いて美しくレイアウトされる。 。

## テクニック

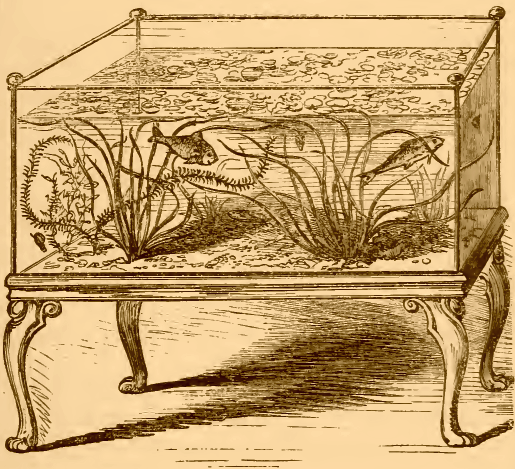
ビクトリア朝時代から、アクアリストは、 Vallisneria spiralisを含むこの1856年の例に見られるようなレイアウトを作っていた。

レイアウトでは水草の姿を維持したり配置したりするため切ったり（トリミング）木や流木に巻き付けられることもある。  水槽用の肥料を使ったり、  ラテライトを含むいくつかの水槽用底床も栄養源として働く。。

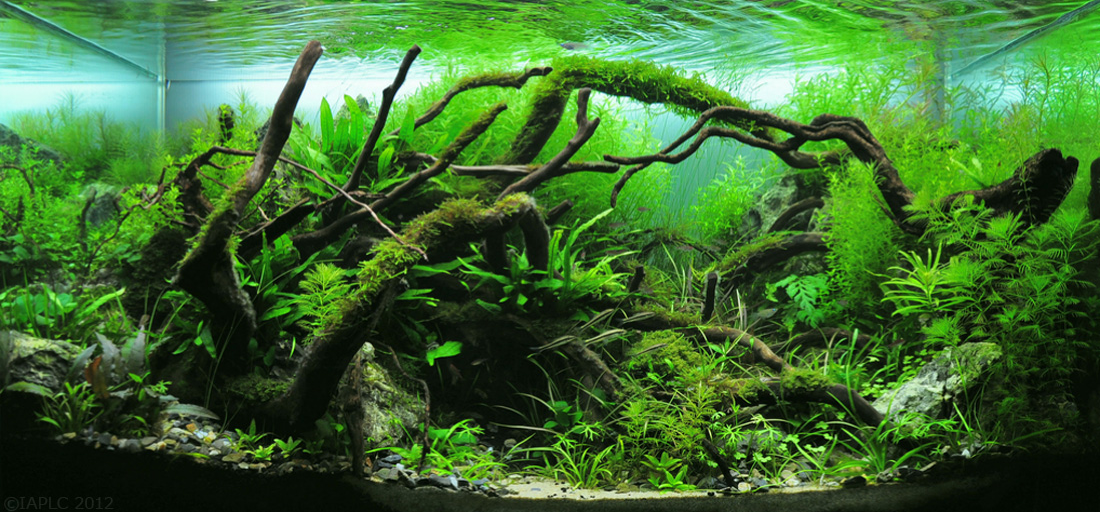
生い茂った洞窟と朽ち果てた木々を連想させるアクアスケープ

藻類繁殖はレイアウトにおいて嫌われており、サイアミーズフライングフォックスやヤマトヌマエビ、オトシンクルス、イシマキガイといった藻類を食べる生物を導入したり、CO2の添加量や他の肥料の調節によって水草の光合成と成長を最適化し水中の肥料を吸いつくさせたりして対処される。 。

## コンテスト
ダッチアクアリウムのコンテスト→ダッチアクアリウムを参照
初期のオランダ人愛好家がコンテストをはじめ、100以上の地域クラブがあったという。 審査員は資格を得るために、約3年間のトレーニングを受け、複数の分野で試験に合格する必要があった。
このコンテストは、国立水族館協会の後援の下現在も毎年開催され続けており  地元のクラブでの予選コンテストから始まる3つのラウンドがある。 地元で1位の者は、15の地区キーリング（地区）で開催される第2ラウンドに参加。 その勝者は、全国選手権である第3ラウンドにエントリーされる。審査は写真によって行われるのではなく、審査員が水槽の評価のため出向いて水質評価、魚や水草の健康さなどの実地調査を行いポイント化される。
ネイチャーアクアリウムのコンテスト→ネイチャーアクアリウムを参照
ワイルドアクアリウムのコンテスト→ワイルドアクアリウムを参照

## 水族館展示

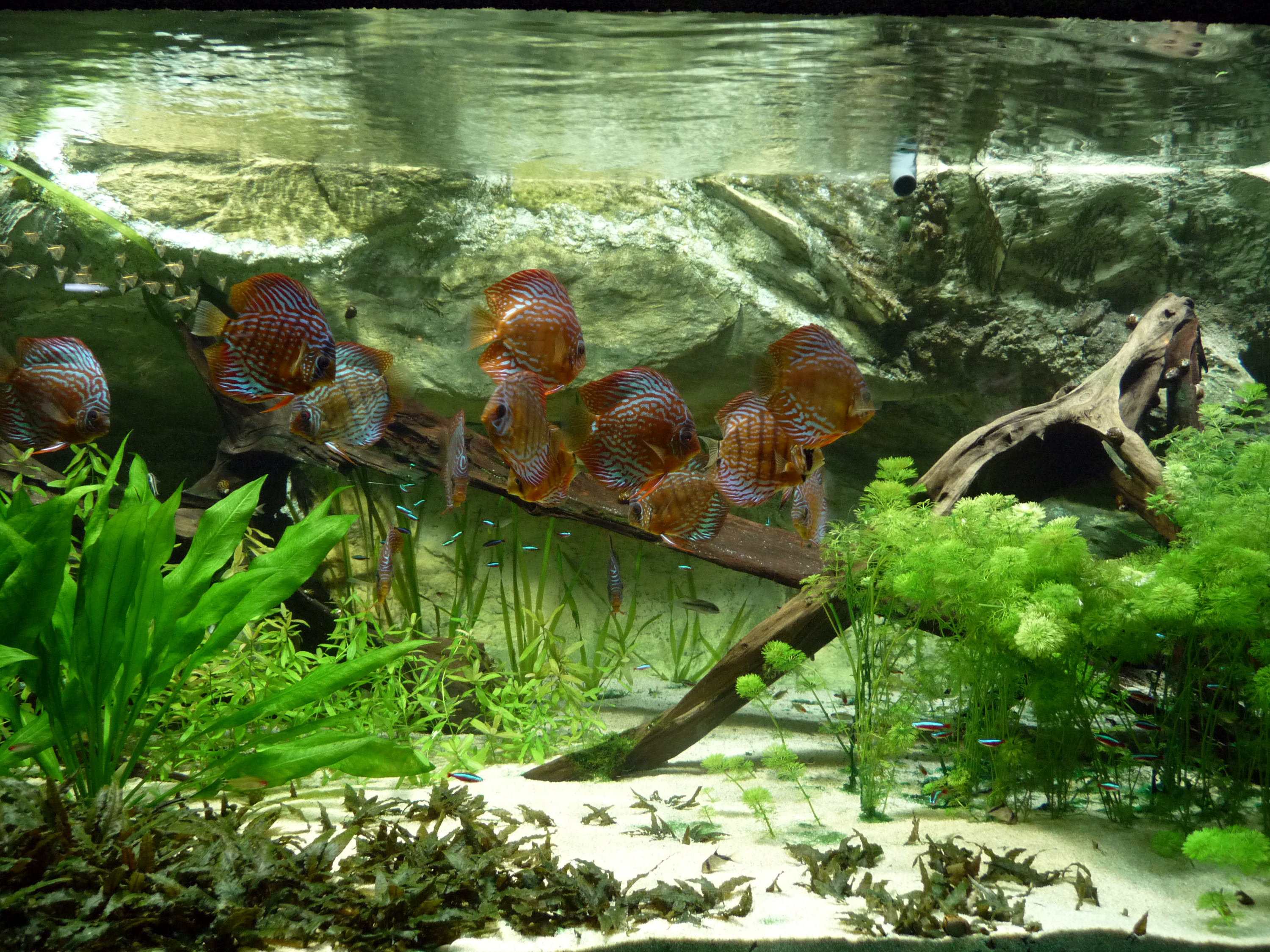
パリのポルトドレ水族館のアマゾン川 流域の ディスカスと枢機tetraテトラ

大規模な公共水族館ではしばしば水槽レイアウトをディスプレイのために用いる。
1920年代初頭、ニューヨーク水族館にはすでにサンゴ礁に似せて配置された石灰質の トゥファ岩に イシサンゴやウミトサカを生えるというレイアウトを施されたウツボ水槽があった  。
現在では水族館の展示はしばしば、生物学的に正確な生息地になるように配慮しながら作成されている 。